# HD 32450
HD 32450, eller Gliese 185, är en dubbelstjärna belägen i den mellersta delen av stjärnbilden Haren. Den har en kombinerad skenbar magnitud av ca 8,32 och kräver åtminstone en stark handkikare eller ett mindre teleskop för att kunna observeras. Baserat på parallaxmätning inom Hipparcosuppdraget på ca 116,6 mas, beräknas den befinna sig på ett avstånd på ca 28 ljusår (ca 8,6 parsek) från solen. Den rör sig närmare solen med en heliocentrisk radialhastighet på ca -11 km/s, och kommer som närmast att ligga på 14,8 ljusårs avstånd från Jorden om ca 350 000 år.

## Egenskaper
Primärstjärnan HD 32450 A är en röd till orange stjärna i huvudserien av spektralklass K7 V. Den har en massa som är ca 0,6 solmassor, en radie som är lika med ca 0,34 solradier och har ca 0,07 gånger solens utstrålning av energi från dess fotosfär vid en effektiv temperatur av ca 4 100 K.
HD 32450 är en dubbelstjärna med en omloppsperiod av ca 43,6 år och en excentricitet av 0,72. Följeslagaren HD 32450 B av skenbar magnitud 10,60,  har en massa som är ca 0,37 solmassor.